# Uran (mitologija)
Uran (starogrško ρανός, latinizirano: Ouranós), kar pomeni 'nebo' ali 'nebeški svod') je bil v grški mitologiji bog, ki je poosebljal nebo, in eno od grških prvotnih božanstev. Uran in Gaja sta bila starša prve generacije Titanov in prednika večine grških bogov. Po Heziodu so se iz kapelj Uranove krvi rodili Giganti, Erinije in nimfe, vendar se noben kult, ki je bil neposredno naslovljen na Urana, ni ohranil do klasične dobe. S prestola ga je vrgel Titan Kronos, ki ga je kastriral, iz morske pene, ki je vzkipela okrog odsekanih splonih organov, pa se je rodila Afrodita. Nekateri miti trdijo da je njegov »plašč« sedanja atmosfera. Okoli Zemlje se je ovil, da bi dvoril boginji Zemlje Gaji. 
Uran se med običajnimi temami ne pojavlja na grških poslikani keramiki. Elementarni Zemlja, Nebo in Stiks se lahko pridružijo v slovesnem priklicu v homerskem epu.
Uran je povezan z rimskim bogom Celom.

## Etimologija
Večina jezikoslovcev etimologijo imena Οὐρανός izsledi v pragrški obliki *Worsanós (Ϝορσανός) , povečano iz *ṷorsó- (najdemo tudi v grščini οὐρέω (ouréō) 'urinirati', sanskrtsko varṣá 'dež', hetitsko ṷarša – 'megla') . Osnovni indoevropski koren je *ṷérs- 'deževati, vlažiti' (najdemo ga tudi v grščini eérsē 'rosa', sanskrtu várṣati 'deževati' ali avestan aiβi.varəšta 'je deževalo'), zaradi česar je Ouranos 'izdelovalec dežja', ali  'gospodar dežja'.
Manj verjetna etimologija je izpeljanka, ki pomeni 'tisti, ki stoji visoko' iz indoevropskega prajezika *ṷérso- (prim. sanskrt várṣman 'višina, vrh', litovsko viršùs 'zgornji, najvišji sedež', rusko verks 'višina, vrh'). Pri primerjalnem preučevanju indoevropske mitologije je nekaj pomena identifikacija Urana dal Georges Dumézil (1934) z vedskim božanstvom Váruṇa (Mitanski Aruna), bogom neba in voda, vendar je etimološka enačba zdaj obravnavana kot nevzdržna.

## Družina

### Rodoslovje
V Heziodovi Teogoniji je Uran potomstvo Gaje, boginje Zemlje. Alkman in Kalimah pojasnjujeta, da je Urana rodil Eter, bog nebeške svetlobe in zgornjega zraka. Medtem ko mitograf Apolodor, ne da bi navedel prednike, preprosto pravi, da je bil Uran »prvi, ki je vladal celemu svetu«. Pod vplivom filozofov Cicera v De Natura Deorum ("O naravi bogov" ), trdi, da je bil potomec starih bogov Etra in Hemere, zrak in dan. Po orfičnih himnah je bil Uran Niktin sin, poosebitev noči. Uran je bil brat Ponta, boga morja.

## Potomci
Po Heziodovi Teogoniji se je Uran paril z Gejo in rodila mu je dvanajst Titanov: Okean, Kojos, Krios, Hiperion, Japet, Teja, Rea, Temida, Mnemozina, Fojba, Tetida in Kronos; Kiklope: Bront, Sterop in Arges; in Hekatonhejre ('storokci'): Kotos, Briarej in Giges.
Nadalje so po Teogoniji, ko je Kronos kastriral Urana, iz Uranove krvi, ki je brizgala na zemljo, prišli Erinije (Furije), Giganti in Meliade. Tudi po Teogoniji je Kronos v morje (Talasa – personifikacija Sredozemskega morja) vrgel odrezane genitalije, okoli katerih se je 'razširila bela pena' in 'prerasla' v boginjo Afrodito , čeprav je bila po Homerju Afrodita hči Zevsa in Dione.

## Nastanek mita

### Grška mitologija
V mitu o olimpskem stvarjenju, kot pravi Heziod v Teogoniji, je Uran prihajal vsako noč, da pokrije zemljo in se pari z Gajo, vendar je sovražil otroke, ki mu jih je rodila. Heziod je njihovih prvih šest sinov in šest hčera poimenoval Titani, tri storokce velikani Hekatonhejri, enooke velikane pa Kiklopi.
Uran je zaprl najmlajše otroke Gaje v Tartar, globoko znotraj Zemlje, kjer so Gaji povzročili bolečino. Oblikovala je velik kremenov srp in prosila sinove, da kastrirajo Urana. Pripravljen je bil le Kronos, najmlajši in najbolj ambiciozen med Titani: v zasedi je počakal očeta in ga kastriral ter odsekane genitalije vrgel v morje.
Zaradi tega strašljivega dejanja je Uran pozval svoje sinove Titane ali »napete bogove«. [26] Iz krvi, ki se je izlila iz Urana na Zemljo, so izšli Giganti, Erinije (maščevalne Furije), Meliade (jesenove nimfe) in po mnenju nekaterih Telhine (prvotni prebivalci Rodosa). Iz genitalij v morju je izšla Afrodita.
Učeni aleksandrijski pesnik Kalimah je poročal, da so okrvavljeni srp zakopali v zemljo pri Zanklu (sodobna Messina) na Siciliji, a so romaniziranega grškega popotnika Pavzanija obvestili, da je bil srp vržen v morje z rta pri Bolini, nedaleč od kraja Argira na obali Ahaje, medtem ko je zgodovinar Timej našel srp pri Korkiri ; Korkirčani so trdili, da so potomci popolnoma legendarne Feakije, ki jo je obiskal Odisej, in okoli leta 500 pr. n. št. je vzniknil iz same krvi Uranove kastracije.
Po odstavitvi Urana je Kronos ponovno zaprl Hekatonhejre in Kiklope v Tartar. Nato sta Uran in Geja prerokovala, da je Kronosu usojeno, da ga bo eden od sinov vrgel s prestola, zato se je poskušal izogniti tej usodi s te, da je požrl svoje otroke razen Zevsa, ki se je s prevaro matere Ree izognil tej usodi.
Uranov mit o kastraciji je bil komaj obravnavan kot antropomorfen, razen genitalij. Bil je preprosto nebo, ki so si ga zamišljali kot krovno kupolo ali streho iz brona, ki jo je na svojem mestu držal (ali obrnil na os) Titan Atlas. V v homerskih pesmih je ouranos včasih alternativa Olimpu kot kolektivnemu domu bogov; očiten dogodek bi bil trenutek v Iliadi 1495, ko se Tetida dvigne z morja, da bi prosila Zevsa: »in zgodaj zjutraj je vstala, da pozdravi Ourana in Olimpa in je našla Kronosovega sina ...«
William Sale pripomni, da se »...'Olimp' skoraj vedno uporablja [dom olimpskih bogov], vendar se ouranos pogosto sklicuje na naravno nebo nad nami, ne da bi namigovali, da bogovi tam skupaj živijo.« Sale je zaključil, da je bil prejšnji sedež bogov dejansko gora Olimp, s katere jih je epsko izročilo v času Homerja preneslo na nebo, ouranos. Do 6. stoletja, ko je bilo treba 'nebeško Afrodito' (Afrodita Urania) ločiti od 'skupne Afrodite ljudi', ouranos pomeni povsem nebesno sfero.

### Mitologija Huritov
Grški mit o stvarjenju je podoben mitu o stvarjenju Huritov. V njihovi religiji je Anu bog neba. Njegov sin Kumarbi si je odgriznil genitalije in izpljunil tri božanstva, od katerih je eno Tešub kasneje odstavil Kumarba. V sumerski mitologiji in kasneje za Asirce in Babilonce je Anu bog neba in je predstavljal zakon in red.
Možno je, da je bil Uran prvotno indoevropski bog, ki ga je bilo mogoče poistovetiti z vedskim Váruṇom, vrhovnim čuvajem reda, ki je pozneje postal bog oceanov in rek, kot je predlagal Georges Dumézil; po namigih v Émile Durkheima Osnovne oblike verskega življenja (1912). Druga Dumézilova teorija je, da je iranski vrhovni bog Ahura Mazda razvoj indoiranske *vouruna- *mitre. Zato ima ta božanskost tudi lastnosti Mitre, ki je bog padajočega dežja.

### Uran in Váruṇa
Uran je povezan z nočnim nebom, Váruṇa pa je bog neba in nebesnega oceana, ki je povezan z Rimsko cesto.
Georges Dumézil je na najzgodnejši indoevropski kulturni ravni previdno utemeljil identiteto Urana in vedskega Váruna. Dumézilovo identifikacijo mitskih elementov, ki sta si jih delili obe osebi in ki se v veliki meri opira na jezikovno interpretacijo, vendar ne predstavlja skupnega izvora, so prevzeli Robert Graves in drugi. Identifikacija imena Ouranos s hindujsko Váruṇa, ki delno temelji na postavljenem korenu *-ŭer z občutkom za 'vezavo' - starodavni kralj bog Váruṇa veže hudobnega, starodavnega kralja boga Urana, ki veže Kiklopa, ki ga je mučil. Najverjetnejša etimologija je iz pragrščine *(W)orsanόj iz korena *ers vlažiti, kapljati' (ki se nanaša na dež).

## Kulturni kontekst kremena
Podrobnosti o tem, da je srp prej iz kremena kot brona ali celo železa, so obdržali grški mitografi (čeprav so jih rimski zanemarili). V poznem neolitiku in pred nastopom bronaste dobe je bil obdelan kremen z ostrimi robovi vstavljen v lesene ali srpe iz kosti. Takšni srpi so morda preživeli najnovejše v ritualnih okoliščinah, kjer je bila kovina tabu, vendar podrobnosti, ki so jih ohranili klasični Grki, nakazujejo na starodavnost mita.

## Planet Uran
Stari Grki in Rimljani so poznali le pet 'potujočih zvezd' (starogrško: πλανῆται [planɛːtai̯]): Merkur, Venera, Mars, Jupiter in Saturn. Po odkritju šestega planeta leta 1781 s pomočjo teleskopa je prišlo do dolgoročnega nesoglasja glede njegovega imena. Njegov odkritelj William Herschel ga je po svojem monarhu Juriju III. poimenoval Georgium Sidus (Jurijeva zvezda). To ime so zagovarjali angleški astronomi, drugi kot Francozi pa Herschel. Končno je ime Uranus postalo sprejeto sredi 19. stoletja, kar je astronom Johann Bode predlagal kot logičen dodatek k imenom obstoječih planetov, saj so bili Mars (Ares v grščini), Venera in Merkur otroci Jupitra, Jupiter (Zevs v grščini) sin Saturna in Saturn (Kronos v grščini) sin Urana. Nenavadno je, da medtem ko ostali rimska imena, je Uran ime, ki izhaja iz grščine, v nasprotju z rimskim Celom.